# Vapnika
Vapnika je lokalni naziv za vapnaru, tradicijsku jednostavnu peć za proizvodnju - pečenje vapna, koja se koristila u ozaljskom kraju, u selu Grdun.
Vapnika je imala oblik šupljeg valjka i u tlocrtu je bila pravilna kružnica debljine zidova 1 - 1,5 m. Stijenka se sastojala od dva sloja – vanjski opleten kestenovim prućem i unutrašnji ozidan opekom, kamenom ili samo nabijenom ilovačom. Vanjski je promjer iznosio 4,5-5 m, unutrašnji 3 m, a visina od najniže točke 2 m. Pri dnu se nalazio četvrtasti otvor (vrata) kroz koja se ložila vatra, vadilo gotovo pečeno vapno i na kraju čistila vapnika od pepela.
Vapnika se najčešće gradila na kosom terenu radi lakšeg pristupa zaprežnim kolima s kojima se dovozio kamen za pečenje i drva za loženje.
Kamen vapnenac se kopao u vlastitim malenim kamenolomima tzv. "gričima", a u novije vrijeme dovozio se iz Duge Rese, odnosno iz Zvečaja i Belaja. Bilo ga je potrebno do desetak prostornih metara. 
Slagao se unutar peći u obliku svoda počevši od podnožja, potom se popunjavao prostor sa strane te oblikovao vrh koji bi se na kraju zasipao sitnijim kamenjem. Za loženje se upotrebljavalo drvo iz okolnih šuma, a bilo je potrebno oko 20 "vozova" (seljačkih zaprežnih kola). U novije vrijeme za loženje vapnika upotrebljavali su se i izrabljeni željeznički pragovi, ostaci drvenih objekata i sl. Vatra je morala neprekidno gorjeti najmanje 48 sati i bez obzira na vremenske uvjete trebalo ju je stalno održavati u punoj snazi.
Na opisani način vapnike su se palile 4-5 puta godišnje, a nakon 10-12 paljenja vapniku je trebalo obnoviti ili sagraditi novu. Ovakav način proizvodnje vapna u Grdunu je tradicionalan i duboko ukorjenjen s kojim su se bavile mnoge generacije Grdunčana a služio je kao stalan ili povremen izvor prihoda.